# Bundesstraße 453
Pour les articles homonymes, voir Route 453.
La Bundesstraße 453 est une Bundesstraße du Land de Hesse.

## Géographie
Elle mène de Biedenkopf en passant par Dautphetal à Gladenbach.

## Histoire
De 1817 à 1825, la chaussée est construite de Biedenkopf par Gladenbach et Weidenhausen jusqu'au Zollbuche et de là à Gießen. Cette route est presque entièrement sur le territoire du grand-duché de Hesse-Darmstadt. Aujourd'hui, la section entre Gladenbach et Zollbuche fait partie de la Bundesstraße 255.

## Source
- (de) Cet article est partiellement ou en totalité issu de l’article de Wikipédia en allemand intitulé « Bundesstraße 453 » (voir la liste des auteurs).